# Rok Terkaj
Rok Terkaj, bolj znan pod umetniškim imenom Trkaj, slovenski raper, * 1. marec 1983, Ljubljana, Slovenija.
Je pisec besedil, novinar, popotnik, dvakratni slovenski zmagovalec v freestyle battlu in univerzitetni diplomirani teolog. Z rapom se ukvarja že od leta 2001.

## Življenje
Že od rojstva živi v Savskem naselju za Bežigradom, pri svojih 17-tih letih pa se prične ukvarjati z rapom. Najprej kot freestyler in battle MC, kjer je med bloki rapa za zabavo in spoznava svoje veščine. Pridruži se v freestyle zasedbo Rodbine Trgavšek skupaj s člani (N'toko, Boštjan Gorenc - Pižama, Valterap, Dj Supastar)  in koncertira po Sloveniji, kasneje pa postane član skupine Generacije 00 pod okriljem Fundacije Z Glavo na Zabavo. Njegovo umetniško ime je izpeljanka priimka, saj ga doma, v Savskem naselju, kličejo Trkaj, brez e-ja.
Leta 2003 je prelomno leto, saj osvoji naziv prvaka v battle tekmovanju 8 Mile freestyle battle in nekaj mesecev za tem še na 2. freestyle prvenstvu v K4, kjer si zmago deli z N'tokom. Kot zmagovalec si pribori možnost snemanja prvenca pri slovenski rap založbi RapNika, kjer tudi izda prvenec V Času Enga Diha.  Album je dobro sprejet, singla »Dihi z mano« in »Vse kar mam« zavzameta prvo mesto na radijskih postajah, oddaja Videospotnice ga nagradi za debitanta leta, sam pa si omisli prav posebno variacijo promocije svojega albuma. Na dan izida albuma se odpravi peš od Maribora do Ljubljane, kjer tudi ima svoj prvi samostojni nastop. Postane član skupine Sami Norci in T-SET, vendar ne za dolgo, saj po enem letu raje nadaljuje solo kariero. 

## Hoja, popotovanja
Leta 2004 se tudi odpravi na romarsko pot El Camino de Santiago, kjer je v mesecu dni prehodi 800 kilometrov. V intervjujih zapisuje, da na pešpoti spozna samega sebe, po prihodu domov pa se vpiše na teološko fakulteto. Hojo čez Španijo je opravil še enkrat, leta 2009, kjer zapiše, da je šlo tokrat bolj za sprehod in uživanje, kot spoznavanje samega sebe. V letu 2009 se odpravi tudi na hojo od Ljubljane do Sarajeva ter istega leta opravi tudi Kul Vinsko Turo, kjer se poda na ozemlje Jeruzalema, Ljutomerja, Ormoža in spoznava tamkajšnje ljudi in navade. Za Kul Vinsko Turo tudi prejme najvišjo nagrado Slovenskega oglaševalskega festivala.
Leta 2011 je diplomiral na Teološki fakulteti v Ljubljani.

## Albumi

### Rapostol
Leta 2007 izda drugi album, ki se imenuje Rapostol. Ime albuma pomeni zvezanko dveh besed; »Rap+ Apostol«, namen albuma pa je - širiti rap med vse generacije. To stori s prepletanjem rapa in zimzelenih slovenskih popevk kot so; »Hej, hej Ljubljančanke«, »Gvendolina«, »Ne vozi se s trolejbusom«, »Ta noč je moja«. V pesmi »Pleš«, ki zasede prvo mesto na radijskih postajah povzame obdobje zlatih let v tekstu, ki omenja znane pesmi in izvajalce zimzelene ere. 
Za album Rapostol dobi nagrado Diamant za najboljšega moškega izvajalca leta, za pesem »Some of Them« pa skupaj z Zlatkom, Ballauom, BMD-jem ter King B-Fineom pod okriljem UNICEFA prejme nagrado Slovenskega Oglaševalskega Festivala - SOF ter pomaga lačnim v Afriki. V letu 2008 je tudi nominiran za Viktorja na glasbenem področju. Jure Longyka ga povabi v oddajo Izštekani, kjer skupaj z bandom Rapostoli (Jani Hace, Gal Gjurin, Lovro Ravbar, Teo Collori, Janez Gabrič, Denis Horvat, Simon Stojko, Blažka Oberstar, Anja Hrastovšek, Nina Mavrin) predstavijo bandovsko različico glasbe v živo.

### Pasož
Leta 2010 izda nov album, ki se imenuje Pasož in je v celoti posvečen domačemu Savskemu naselju. Odloči se za izdajo v samozaložbi, saj izpolni vse pogoje na založbi RapNika. 10.4.2010 priredi tudi promocijsko zabavo Blok Party, kjer se zberejo prebivalci Savskega naselja na šolskem igrišču. Nov album se ne prodaja v trgovinah, temveč samo preko spletne strani in iz nahrbtnika, kot zapiše v enem izmed intervjujev. Album ne deluje na principu »kupi, vzami«, temveč na principu doniranja - »kolikor si pripravljen dati za album, za toliko ga dobiš."

### Tekstopisec
V letih 2007-2010 napiše mnogo besedil za ostale izvajalce, nekateri med njimi tudi prejmejo nagrade; Manca Špik - Baila Baila kot zmagovalka pesmi MMS, Turbo Angels - Gremo na Bahame - Pesem poletja 2007, med drugim pa še za mnogo izvajalcev; Nina Pušlar, Omar Naber, Nuška Drašček, Nuša Derenda, Sanja Grohar, Glam, XEQUTIFZ, Špelca Kleinlercher, Gino...

## Sodelovanja
Trkaj je sodeloval z mnogimi umetniki kot so Gibonni, Planet Asia, Janez Bončina - Benč, Bor Gostiša, Alenka Godec, Nermin Puškar, Jadranka Juras. 

## Diskografija

### Albumi
- V času enga diha (2004)
- Rapostol (2007)
- Pasož (2010)
- Vse je OK (2013)
- Dan zmage (2014)
- Kla Kla Klasika (2017)